# Bulgaria Air
Bulgaria Air (mã IATA = FB, mã ICAO = LZB) là hãng hàng không quốc gia của Bulgaria, trụ sở tại thủ đô Sofia. Hãng có căn cứ tại Sân bay Sofia  và có các tuyến bay tới 21 nước

## Lịch sử
Bulgaria Air được thành lập vào tháng 11 năm 2002 do Quyết định của Bộ trưởng Bộ Giao thông Vận tải Bulgaria để kế thừa hãng Balkan Bulgarian Airlines bị phá sản. Bulgaria Air bắt đầu hoạt động từ ngày 4.12.2002. Tên và logo của hãng được chọn từ 1 cuộc thi công khai 
Hãng được tư nhân hóa năm 2006. Lúc đầu có lời đồn rằng chính phủ muốn bán hãng cho nhà đầu tư nước ngoài có vốn lớn, nhưng chỉ có tổ hợp các công ty địa phương do hãng "Hemus Air" dẫn đầu, tranh mua với hãng Air One của Ý . Hãng Hemus Air được chính phủ Bulgaria chọn bán. Hemus Air đã mua bằng giá 6,6 triệu euro và hứa sẽ đầu tư thêm 86 triệu euro nữa trong vòng 5 năm tới. Từ năm ngoái hãng đã mua thêm 15 máy bay mới để mở rộng các tuyến bay quốc tế.
Ngay từ trước kia, Hemus Air và Bulgaria Air đã chia khách trên tuyến đường Sofia-Berlin. Sau khi mua Hemus Air đã nhập chung các máy bay của mình và của "Viaggio Air" vào Bulgaria Air và hy vọng sẽ sớm phối hợp các tuyến bay trong năm 2007.. Các đối tác gồm có KLM, Air France, Brưssels Airlines, Alitalia, Air One và Aeroflot

## Các nơi đến (Từ Sofia)[6]
- Albania

- Tirana

- Áo

- Viên

- Bỉ

- Brussels

- Bulgaria

- Burgas
- Varna

- Cộng hòa Síp

- Lanarca
- Paphos

- Cộng hòa Séc

- Praha

- Pháp

- Paris

- Đức

- Berlin
- Frankfurt

- Hy Lạp

- Athens

- Israel

- Tel Aviv

- Ý

- Roma

- Liban

- Beirut

- Libya

- Tripoli

- Hà Lan

- Amsterdam

- Macedonia

- Skopje

- România

Bucharest
- Nga

- Moskva

- Tây Ban Nha

- Barcelona
- Madrid
- Alicante
- Málaga
- Palma de Mallorca
- Valencia

- Thụy Sĩ

- Zürich

- Thổ Nhĩ Kỳ

- Istanbul

- Các Tiểu vương quốc Ả Rập Thống nhất

- Dubai

- Vương quốc Anh

- London
- Manchester

____________________________________________________________________________________________________________________________________
(Từ Varna)
- Áo

- Viên

- Bulgaria

- Sofia

- Nga

- Moskva
- Sankt-Peterburg

- Vương quốc Anh

- London

___________________________________________________________________________________________________________________________________
(Từ Burgas)
- Bulgaria

- Sofia

- Nga

- Sankt-Peterburg

## Đội máy bay
- 8 Boeing 737-300
- 1 Boeing 737-400
- 4 Boeing 737-500
- 3 BAe 146-200
- 5 BAe 146-300
- 2 ATR 42